# Воробйовське
Воробйо́вське (каз. Воробьев) — село у складі Алтинсаринського району Костанайської області Казахстану. Входить до складу Димитровського сільського округу.
Населення — 159 осіб (2021; 314 у 2009, 332 у 1999, 357 у 1989).
В радянські часи село називалось Воробйовський.